# Bizsu (ékszer)

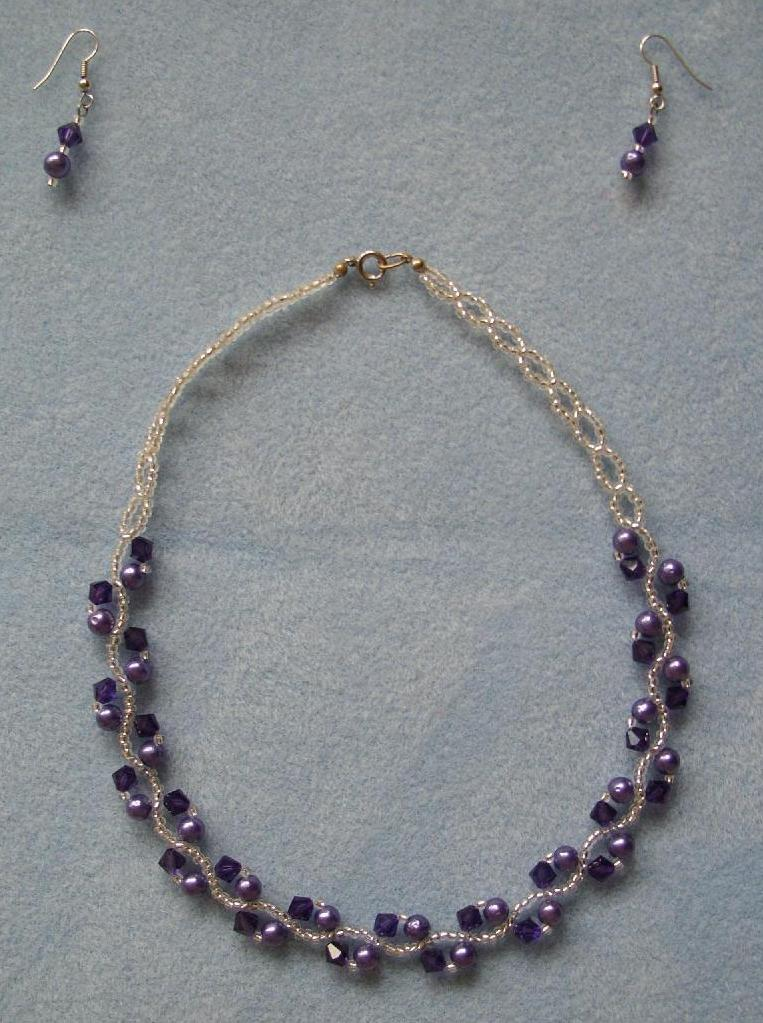
Bizsu nyaklánc fülbevalóval

A bizsu kifejezés a francia nyelvből származik (bijou), jelentése csecsebecse, divatékszer. A fogalom a 20. század terméke. Olyan ékszereket értünk rajta, amik nem nemesfémből készültek és nem tartalmaznak drágaköveket. Egykor az olcsósággal, szegénységgel társították, de ma már egyáltalán nem szégyen viselni, sőt ugyanolyan divatos, és tartós lehet, mint a valódi ékszer. Szinte bármiből készülhetnek, akár olyan szokatlan alapanyagból is, mint a műfogsor.

## A bizsuk története

### Őskor
Az ékszerek viselése emberré válásunk óta folyamatosan kíséri az embereket. Már az ősember is szívesen hordta ezeket a kiegészítőket.
Az első bizsu nyakláncot 1991-ben Dél-Afrika partjainál – Cape Towntól mintegy 300 km-re – tárták fel a Blombos-barlangban, mely egy régészeti lelőhely a Blombos Természetvédelmi Területen. 1997 óta rendszeresen folynak a helyszíni munkák.[forrás?]
Az egyik legrégebbi leletet egy közel 70 000 éves rétegben találták. Több azonos méretű folyami kagyló (Nassarius kraussianus) héját fedezték fel a régészek. Mindegyik kagylóhéj át volt fúrva és a mikroszkopikus vizsgálatok során a lyukak környékén vas-oxid maradványokat fedeztek fel. Ebből arra a következtetésre jutottak, hogy a kagylókat felfűzték és nyakláncként hordták.

### Ókor
Az ókorban ez tovább folytatódott, ekkor gyakran mágikus tulajdonságokkal is felruházták az ékszereket anyaguk, motívumok vagy elképzelt történetük miatt. „Az ókorban már mindenki előszeretettel viselte az ékszereket a ruházat kiegészítőjeként. Nagyon népszerűek voltak már akkor is a fülbevalók, nyakláncok és gyűrűk, továbbá a különböző méretű és formájú fejdíszek.”

### 20. század
A 20. század elejéig a nemesfémekből készült, drágaköveket is tartalmazó ékszerek voltak csak elfogadottak. Ezen Gabrielle Chanel változtatott, ő használt bizsukat divatbemutatóin először az 1920-as években. Ez szüntette meg a bizsuval kapcsolatos előítéleteket, hogy ezek csak utánzatok és értéktelenek.
Ma a férfiak és a nők körében is népszerűek a karkötők, fülbevalók, nyakláncok. A gyűrűk népszerűsége az utóbbi időben enyhén visszaesett.
Az elmúlt néhány évtizedben a férfiak is egyre inkább bizsuvásárlók lettek, a fülbevaló és a karkötő is divatossá vált. A társadalom egyes rétegei pedig a nyakkendő és az öv stílusához igazodva választanak bizsut.